# テル・アル・リマー
テル・アル＝リマー（Tell al-Rimah）はイラク、ニーナワー県にある遺丘および遺跡。古代のカラナ（Karana）もしくはカッタラ（Qattara）のいずれかにあたると考えられる。この遺跡はモースルおよびシンジャール郡の古代都市ニネヴェの西およそ80キロメートルの位置にある。

## 発掘史
この地域は当初、1938年にシートン・ルロイドによって調査された。テル・アル＝リマーの遺跡は1964年から1971年までデーヴィッド・オーツの指揮でイギリス・イラク考古学学校（British School of Archaeology in Iraq）のチームによって発掘された。前2千年紀初頭の巨大な神殿と宮殿、および新アッシリア時代の建造物が発掘されている。テル・アル＝リマーは、前3千年紀におけるレンガ製アーチ（brick vaulting）の作例が存在することでも知られている。

## 居住史
この土地における居住は前3千年紀に始まったと見られ、前2千年紀および新アッシリア時代に最も規模が拡大し、最盛期に達した。前2千年紀の繁栄は主として古バビロニアおよびミッタニ（ミタンニ）時代の間であった。テル・アル＝リマーは折に触れてカッタラ（Qattara）およびカラナ（Karana）と関連付けられている。この両都市はいずれも前2千年紀にこの地域に存在していたことが知られている。

## 物質文化
多数の古バビロニア語の粘土板が他の遺物とともに見つかっている。これらの粘土板はマリの王ジムリ・リムと同時代のものである。最も特筆すべき遺品はアダド・ニラリ3世の石碑である。この石碑はイスラエル王国（北王国）の初期の王ヨアシュ（サマリア人ヨアシュ）に言及しており、サマリアの名に言及する最初の楔形文字史料である。

## 画像

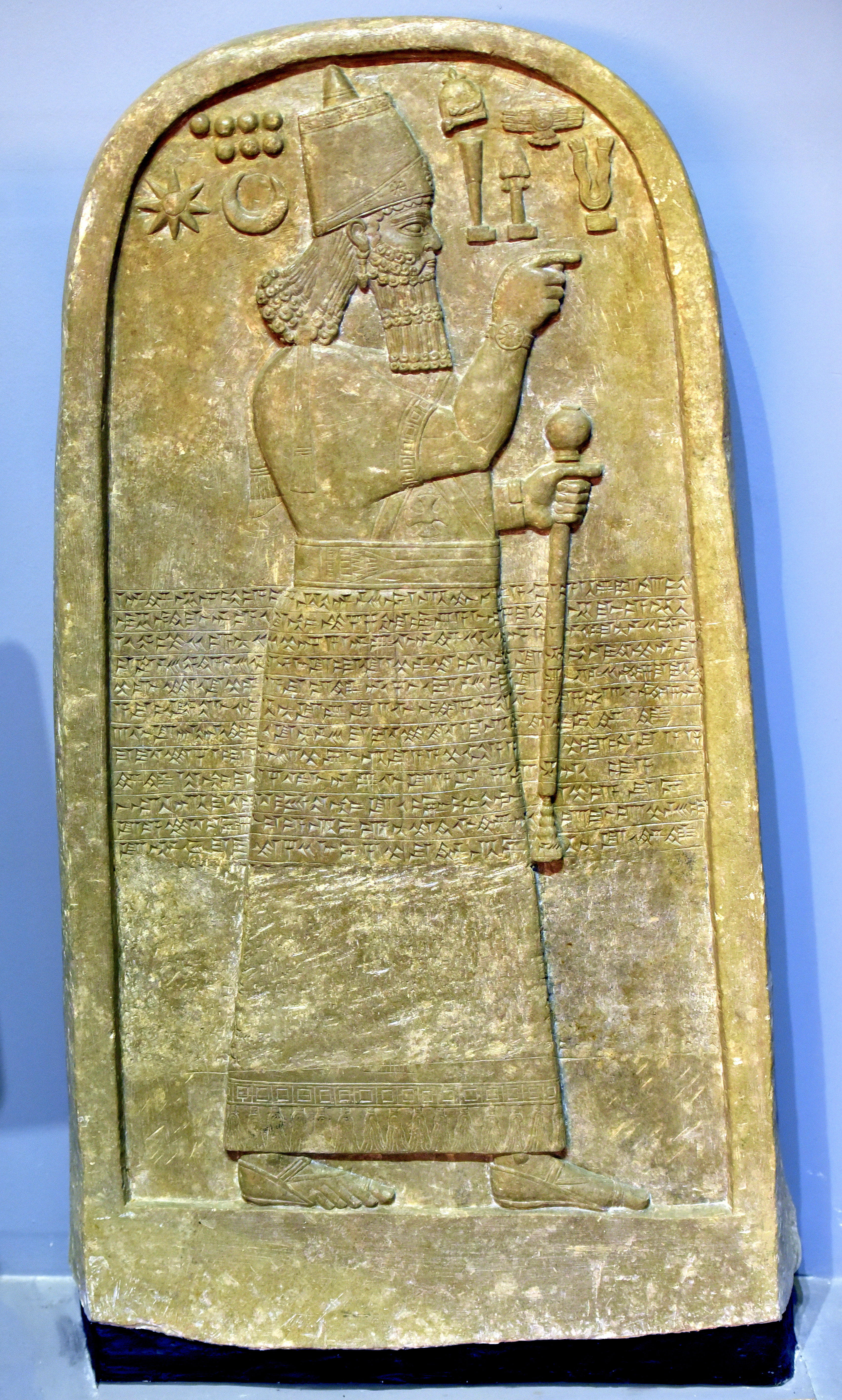
テル・アル＝リマーのアダド・ニラリ3世の石碑。1967年に発見され、現在はバグダードのイラク博物館に収蔵されている。
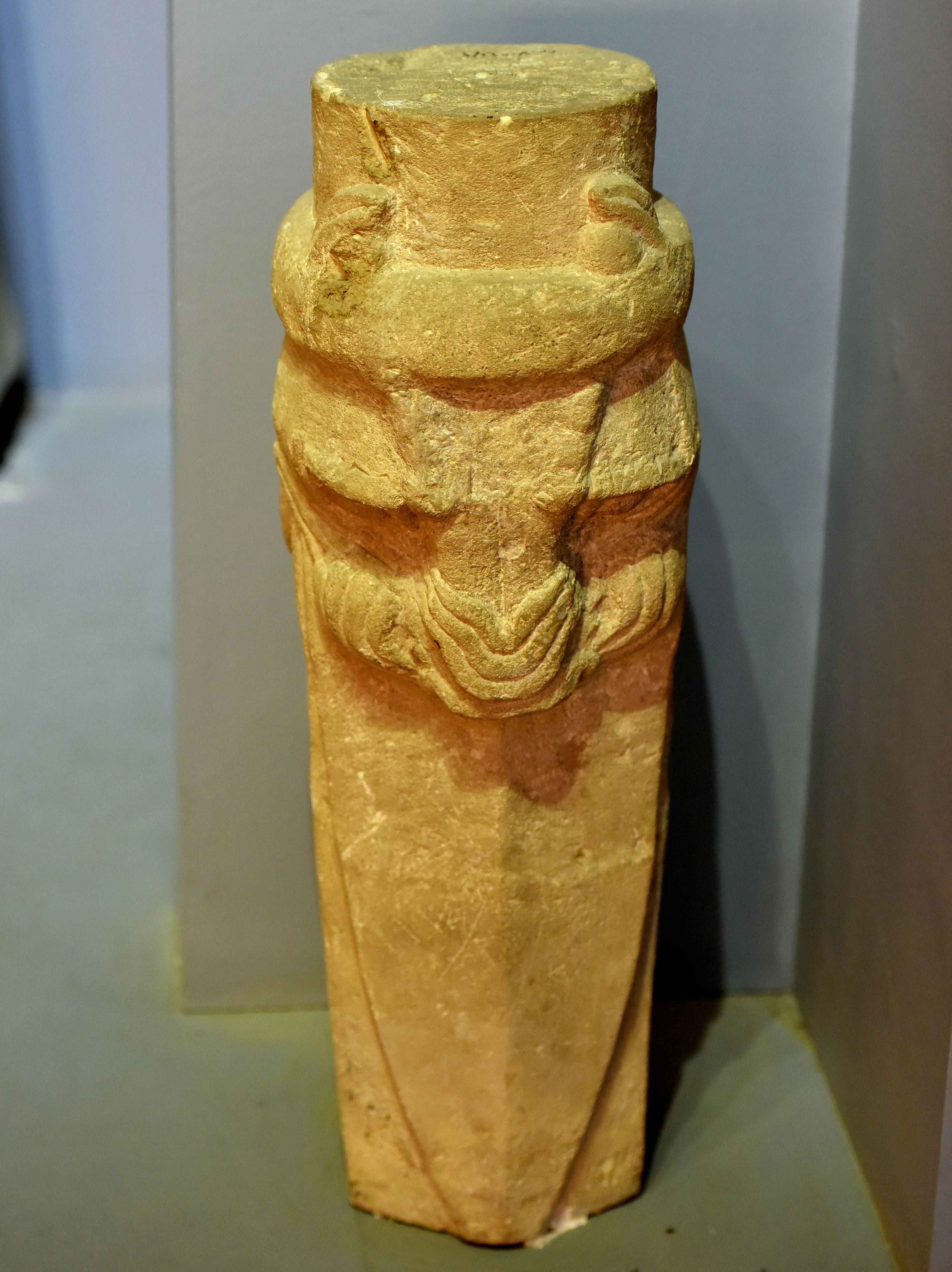
テル・アル＝リマーで発見された大理石の柱。新アッシリア時代。イラク博物館収蔵。
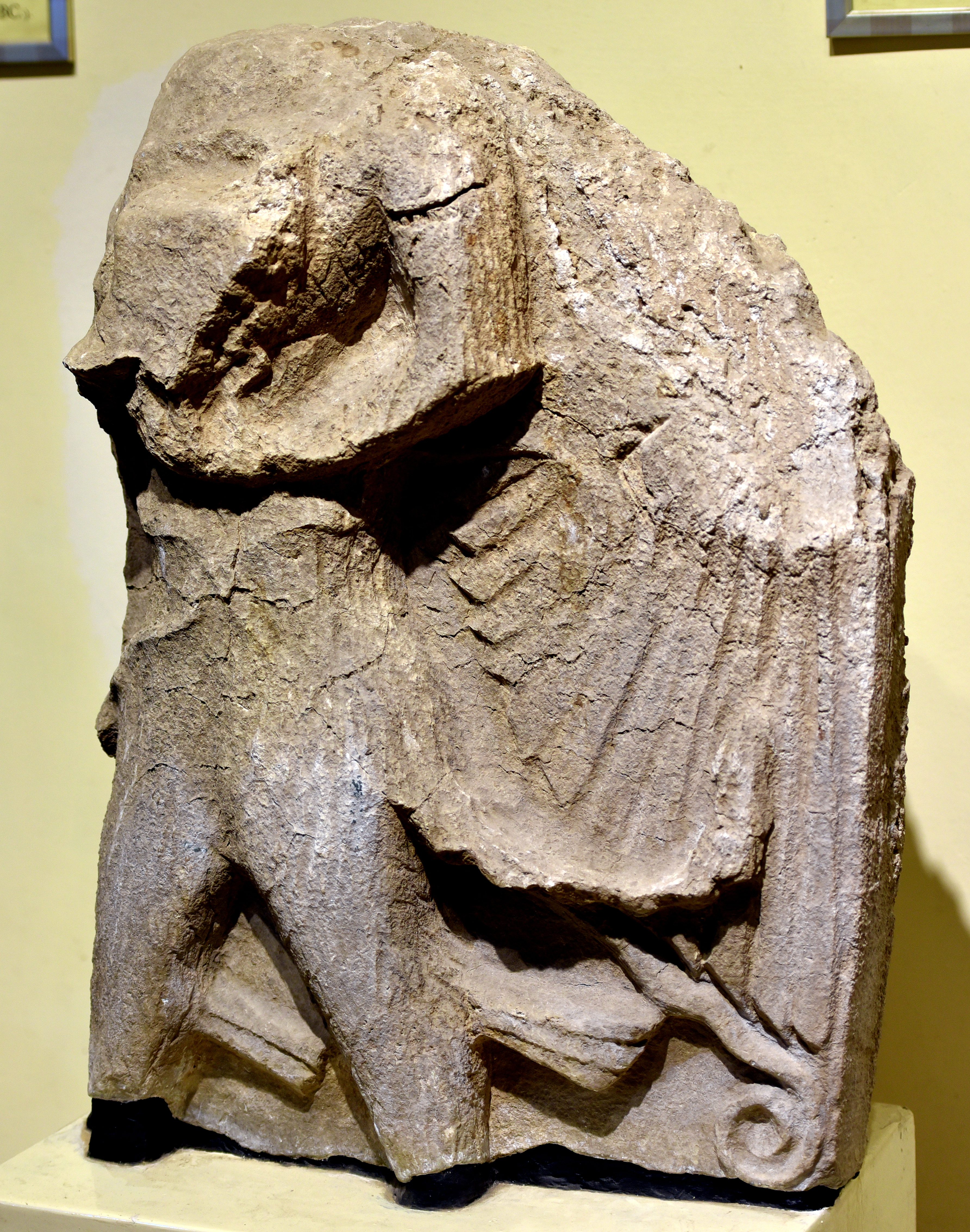
テル・アル＝リマーで発見された石灰岩製の男性像。カッシート時代。イラク博物館収蔵。

## 参考ウェブサイト
- Mckee, Gabriel (2017年). “Qattara?/Karana?” (英語). Pleiades.   Ancient World Mapping Center. 2017年6月26日閲覧。
（『カッタラ？／カラナ？』（作成者：ガブリエル・マッキー、2017年、ウェブサイト『プレアデス』（地理情報提供サービス）））